# Arado SSD I
Die Arado SSD I war ein Marine-Jagdflugzeug der Arado Flugzeugwerke in Doppeldeckerausführung.

## Entwicklung
Die SSD I wurde 1929 von Walter Rethel entworfen und gehörte mit dem See-Übungsflugzeug Arado W II zu den ersten beiden von Arado entwickelten Wasserflugzeugen. Die Konstruktion der SSD I erwies sich im Vergleich zum Konkurrenzmodell Heinkel HD 38 unterlegen und so blieb es bei nur einer gefertigten Maschine. Das Einzelstück mit Zentralschwimmer wurde in Gemischtbauweise gefertigt und erhielt das Kennzeichen D-1905. Es wurde hauptsächlich für Katapultstartversuche verwendet. 1933 ging es bei einer Landung auf dem Breitling zu Bruch.

## Technische Daten
| Kenngröße             | Daten                                                                         |
| --------------------- | ----------------------------------------------------------------------------- |
| Besatzung             | 1                                                                             |
| Länge                 | 10,10 m (mit Schwimmer)                                                       |
| Höhe                  | 3,40 m                                                                        |
| Spannweite            | 10,00 m (beide Tragflächen)                                                   |
| Flügelfläche          | 30,90 m²                                                                      |
| Leermasse             | 1626 kg                                                                       |
| Flugmasse             | 2030 kg                                                                       |
| Landegeschwindigkeit  | 105 km/h                                                                      |
| Höchstgeschwindigkeit | 280 km/h                                                                      |
| Gipfelhöhe            | 6800 m                                                                        |
| Triebwerke            | 12-Zylinder-V-Motor BMW VI mit 477 kW (650 PS) auf Zweiblattpropeller wirkend |
| Bewaffnung            | zwei MG 08/15 durch den Luftschraubenkreis schießend                          |